# SAP S/4HANA
 (juillet 2021).
Pour les articles homonymes, voir SAP.
SAP S/4HANA est l'ERP de l'éditeur SAP pour les grandes entreprises. Il est le successeur de SAP R/3 et de SAP ERP et est optimisé pour la base de données en mémoire SAP HANA.
Le S signifie simple, le 4 pour la quatrième génération du produit ainsi que l'orientation vers le modèle de base de données, et le HANA pour la technologie de base de données sous-jacente.

## Utilisation
Avec SAP S/4HANA, SAP étend sa gamme de logiciels ERP existants, qui couvre tous les processus quotidiens d'une entreprise (par exemple, de la commande d'un client à l'encaissement de la facture correspondante, de l'approvisionnement au paiement du fournisseur, de la planification au produit final et de la demande d'un service à sa réalisation) ainsi que les fonctions support.
Le progiciel offre à la fois des fonctions de solutions commerciales et industrielles quotidiennes. Les produits de la suite SAP Business Suite sont également inclus (SAP SRM, SAP CRM et SAP SCM). Cependant, le nouveau SAP Business Suite 4 ne fonctionne que sur la nouvelle base de données SAP HANA, et est donc conditionné comme un seul produit : SAP S/4HANA,.
En revanche, la suite précédente de SAP, basée sur R3, ERP et ECC, et les produits connexes ont été conçus pour fonctionner sur plusieurs plateformes de base de données relationnelles classiques, y compris celles d'Oracle, de Microsoft et d'IBM.

## Histoire
Le lancement de SAP S/4HANA a eu lieu à la bourse de New York le 3 février 2015. Des solutions de cloud computing et de solutions sur site ont été présentées. Les solutions de cloud computing ont été particulièrement mises en avant lors de SAPPHIRE (la conférence annuelle des clients de SAP) le 6 mai 2015 à Orlando, en Floride.
SAP S/4HANA est considéré comme l'une des plus grandes mises à jour du monde SAP ERP en termes de plateforme et de stratégie. Les analystes de Gartner ont parlé du plus grand "saut" après la sortie de SAP S/4HANA. Toutefois, la fonctionnalité, la disponibilité, la tarification et la migration autour de S/4HANA ont également été remises en question.
Au 21 avril 2015, on comptait 370 produits achetés, au troisième trimestre de 2015, le nombre est passé à 1 300,,, et à la fin de 2019, il y avait 3 180 mises en œuvre. Après la clôture du quatrième trimestre 2016, SAP a annoncé que 5 400 clients avaient mis en œuvre SAP S/4HANA. Au 30 juin 2018, la base de clients pour le produit a atteint 8 900 clients.
Les produits concurrentiels à SAP HANA dans le domaine du "Software as a Service" (SaaS) sont offerts par les grandes sociétés de logiciels telles que Oracle, Microsoft et Workday Inc.

## Versions
Les versions SAP S/4HANA existent à la fois en version sur site et en version cloud.
La version sur site est équivalente à SAP Business Suite (35 langues, 61 versions nationales et 23 solutions sectorielles) en termes de fonctionnalités, de contenu, de localisation et de support.
Les entreprises qui adoptent cette solution ont la possibilité de choisir entre un déploiement sur site et une variante externe avec SAP ou un partenaire SAP comme hôte.
La version cloud a été publiée le 8 février 2017. Avec ce produit, SAP a officiellement confirmé et fait progresser sa stratégie de cloud computing. Elle propose des solutions pour la finance, la comptabilité, le contrôle de gestion, les achats, les ventes, la production, l'administration des usines, la planification des projets et la gestion du cycle de vie des produits.
En outre, l'intégration complète avec SAP SuccessFactors, SAP Ariba, SAP C/4HANA (Hybris) et SAP Fieldglass, SAP Concur est garantie. Des solutions industrielles sont également prévues pour la solution en cloud. Actuellement, la version " cloud " est disponible en anglais, allemand, français, espagnol, russe, chinois, japonais et portugais.[réf. nécessaire]
Les options suivantes sont prises en compte : 
- SAP S/4HANA Marketing Cloud - Marketing (aucune restriction de pays)
- SAP S/4HANA Professional Services Cloud - Services industriels (pays : États-Unis, Allemagne, Australie, Canada, Royaume-Uni)
- SAP S/4HANA Enterprise Management Cloud - solution ERP complète pour toutes les industries ; dans ce cas, la solution cloud est la même que la solution Enterprise Management sur site (pays : États-Unis, Allemagne, Australie, Canada, Royaume-Uni)
- SAP S/4HANA Cloud for Finance

## Historique des versions
Les sorties de versions de SAP S/4HANA sur site ont lieu une fois par an, tandis que les versions SAP S/4HANA Cloud sont trimestrielles.
La nomenclature des versions pour les deux éditions  se présente comme suit  AAMM : Exemple 1709 pour septembre 2017.

### Versions SAP S/4HANA sur site
- SAP S/4HANA Finance 1503 : Mars 2015
- SAP S/4HANA 1511 : Novembre 2015
- SAP S/4HANA Finance 1605 : Mai 2016
- SAP S/4HANA 1610 : Octobre 2016
- SAP S/4HANA 1709 : Septembre 2017
- SAP S/4HANA 1809 : Septembre 2018
- SAP S/4HANA 1909 : Septembre 2019
- SAP S/4HANA 2020 : Octobre 2020 (La nomenclature pour les versions sur site est désormais sous le format AAAA, la fréquence de sortie de cette version étant annuelle)
- SAP S/4HANA 2021 : Octobre 2021 (nom technique S4CORE106)

### Versions SAP S/4HANA Cloud
- SAP S/4HANA Cloud 1603 : Mars 2016
- SAP S/4HANA Cloud 1605 : Mai 2016
- SAP S/4HANA Cloud 1608 : Août 2016
- SAP S/4HANA Cloud 1611 : Novembre 2016
- SAP S/4HANA Cloud 1702 : Février 2017
- SAP S/4HANA Cloud 1705 : Mai 2017
- SAP S/4HANA Cloud 1708 : Août 2017
- SAP S/4HANA Cloud 1711 : Novembre 2017
- SAP S/4HANA Cloud 1802 : Février 2018
- SAP S/4HANA Cloud 1805 : Mai 2018
- SAP S/4HANA Cloud 1808 : Août 2018
- SAP S/4HANA Cloud 1811 : Novembre 2018
- SAP S/4HANA Cloud 1902 : Février 2019
- SAP S/4HANA Cloud 1908 : Août 2019
- SAP S/4HANA Cloud 1911 : Novembre 2019
- SAP S/4HANA Cloud 2002 : Février 2020

## Intégration dans l'entreprise
SAP S/4HANA peut être intégré dans l'entreprise de différentes manières : Sur site, comme solution de cloud computing ou comme variante hybride dans différents cas d'utilisation.

## Mise en œuvre
SAP S/4HANA offre différents types d'intégration (nouvelle implémentation, conversion du système ou transformation complète du paysage système). Le choix adéquat dépend toujours de la situation actuelle du client.

### Nouvelle mise en œuvre
Elle est également connue sous le nom d'approche green field. Il s'agit de la migration d'un système non-SAP ou d'un autre système ERP vers un système SAP. Ce processus nécessite une étape initiale de chargement des données. L'objectif est de migrer les données de base et les données de transaction de l'ancien système vers le nouveau système SAP.

### Conversion de système
Elle est également connue sous le nom d'approche brown field. Dans ce scénario, le client utilise déjà la SAP Business Suite et souhaite maintenant la faire migrer vers la nouvelle version de SAP S/4 HANA. D'un point de vue technique, le Software Update Manager (SUM) avec Data Migration Option (DMO) apporte son soutien dans ce processus.

### Transformation du paysage applicatif
Cette méthode implique la consolidation de plusieurs systèmes SAP en un seul système central, ou une scission d'un système SAP central en plusieurs systèmes SAP.

## Cycle de vie des produits
Les deux versions de SAP S/4HANA "On-premise" (sur site) et la solution cloud suivent une stratégie de mise à jour trimestrielle. Une nouvelle version en nuage est disponible chaque trimestre, alors que pour la version sur site, une nouvelle version n'est disponible qu'une fois par an. À cette fin, des Feature Pack Stacks (FPS) et/ou des Service Pack Stacks (SPS) sont émis chaque trimestre.

### Sur site
Nouvelle version annuelle du produit (par exemple : SAP S/4HANA 1610), suivie de trois FPS - un par trimestre. Si un nouveau produit suit, les FPS des versions précédentes sont conservés par trimestre (jusqu'à la fin du support). Techniquement, un FPS est similaire au SPS en termes de contenu ; cependant, le FPS contient moins d'innovations révolutionnaires. La numérotation est ascendante - par exemple, un FPS3 est suivi d'un SPS4. Le premier FPS a été publié par SAP pour le SAP S/4HANA 1610 le 22 février 2017.

### Cloud
SAP propose une mise à jour trimestrielle de la solution de cloud computing pour tous les clients productifs. Les mises à jour peuvent inclure de nouvelles fonctionnalités commerciales et/ou des corrections de bugs.

## Fin de la maintenance
La migration vers S/4HANA est redoutée par de nombreux groupes qui estiment qu’elle doit être portée par des gains métiers évidents. En effet, cette transformation s'avère complexe, car très coûteuse en temps et en ressources financières, techniques et humaines, sans parler de compétences spécifiques complémentaires, 
En février 2020, Christian Klein, co-directeur général de SAP, a donné aux clients un engagement de prolongement à 2027 de la maintenance courante sur sa Business Suite 7, avec une extension à 2030 coûtant 2% de plus. L'éditeur de solutions d'entreprise étend également sa maintenance pour S/4 HANA jusqu'à la fin de 2040, ceci pour montrer son engagement à long terme sur cette plateforme.

## Tarif
Les groupes d'utilisateurs tels que l’association des Utilisateurs SAP Francophones (USF) se plaignent régulièrement du manque de transparence des prix de S/4HANA, notamment sur la complexité des accords de licence. En réponse, en mai 2017, SAP a promis une simplification et une transparence de sa grille tarifaire pour les adapter au contexte du cloud. Toutefois, les clients sont toujours dans l'attente des changements annoncés.